# جبل المنار
جبل المنار هو ثاني أكبر جبل في اليمن بعد جبل النبي شعيب. يقع في محافظة إب، شمال مديرية بَعدان جنوب يَرِيم، ويبلغ ارتفاعه 3400 متر.
ويوجد في قمة الجبل حصن يُسمى حصن المنار وهو من الحصون اليمنية التاريخية.
وقد ذكر القاضي حسين السياغي في كتابه «معالم الآثار اليمنية»، أن في حصن المنار آثار عجيبة وفي أعلاه مخازن مياه عظيمة ويوجد فيها خندق يفصل بين الحصن والجبل من أعلى الجبل إلى أسفله، ويبلغ طول هذا الخندق مائتي ذراع، وأن الطريق إلى الحصن منحوتة في نفس الجبل. كما يوجد على سطح الجبل سد حميري شهير وهو سد عتار لحفظ مياه الأمطار والذي يبلغ طوله ستمائة ذراع وعرضه ستون ذراعاً ويَسقي أكثر أراضي وادي المنار.
ويعتبر جبل المنار مركز إداري (عُزلة) يشمل عدة قرى، منها: القرية الاكبر قرية الحمادي.نؤادة، الجبجب، ذي حيفان، الرباط، وقرية جبل الصانع، وادى الفرضة، عقد، مدين، الفَرَاحِي، الفجره، حَيْضان، عقبة الميزاب. والجبل غني بالآثار اليمنية القديمة، ومخازن حفظ مياه الأمطار مثل سد عتار المذكور أعلاه والذي كانت مياهه تَسْقِي أراضي وادى المنار مثل قرى هوي، مدين، وثاولة، وعقد، ووادي الفرضة، وغيرها، وعند استغناء ما حوله يُرسَل إلى أسفل الجبل.